# HAT-P-7 b
HAT-P-7 b или Kepler-2 b — экзопланета, открытая 6 марта 2008 года. Орбита планеты находится близко к звезде HAT-P-7, большая полуось орбиты составляет 0,0377 а. е. (немногим более 5 миллионов километров), период обращения — два дня. Планета относится к классу короткопериодических горячих юпитеров. Масса планеты равна 1,776 масс Юпитера, диаметр — 1,363 диаметра Юпитера. Планета исключительно горяча, дневная температура планеты предполагается ≈ 2 500 °C, это 45 % от температуры поверхности Солнца, в связи с чем данную экзопланету можно считать одной из самых горячих известных на текущий момент экзопланет.
Материнская звезда планеты находится в созвездии Лебедя, имеет спектральный класс F8, расстояние до звезды — 1044 световых года, невооружённым глазом не видна. Склонение звезды = +47 градусов, прямое восхождение = 19 ч 28 мин.
Плотность планеты довольно велика, так, она составляет 930 кг/м3. После уточнения радиуса планеты в 2020, расчетная плотность снизилась до 540 кг/м3.